# Стилинович, Младен
Младен Стилинович (хорв. Mladen Stilinović, 10 апреля 1947; Белград — 18 июля 2016; Загреб) — хорватский современный художник, одна из ведущих фигур хорватского арт-движения «Новая художественная практика». Стилинович жил и работал в Загребе.

## Ранняя биография
Стилинович родился в Белграде, столице тогдашней Югославии. Его отец Мариян Стилинович в начале своей карьеры был редактором газеты «Borba», затем послом в Аргентине, а позднее возглавил Музея современного искусства в Загребе. Мать Младена Стилиновича звали Надой Стилинович (урождённой Попович).

## Карьера
Работы Стилиновича базировались на идее социальной и художественной критики. Они зачастую были остроумны с определённой дозой иронии и цинизма, что ярко проявилось, например, в его работе, «Деньги - это деньги, искусство - это искусство». Стилинович был одним из основателей неформальной неоавангардистской Группы шести художников (хорв. Grupa šestorice autora), вместе с Владимиром Мартеком, Борисом Демуром, Желько Ерманом, Свеном Стилиновичем и Федомиром Вучемиловичем. Это художественное объединение действовало в Загребе с 1975 по 1979 год. В дополнение к своей творческой деятельности Стилинович также руководил галереей «Extended Media» (с 1981 по 1991 год) и был одним из соучредителей галереи «Podroom» (1978—1980). Кроме того, с 1969 по 1976 год он занимался экспериментальным кино. Стилинович работал со словенской арт-группой IRWIN над проектом «Retroavangarde» в 1994 году. Наибольшую известность Стилиновичу принесла его серии «Эксплуатация мёртвых» (1984—1990), которые были показаны на множестве выставок, например, на documenta в Касселе в 2007 году. 

## Выставки
У него было много выставок в Хорватии и за рубежом. К его поздним выставкам относятся «Цинизм бедных» в Музее современного искусства в Загребе в 2001-2002 годах, «В поисках Балкании» в Новой галерее Граца в 2002 году, «Кровь и мёд — искусство на Балканах» в Вене в 2003 году, «В ущельях Балкан» во Фридерициануме в Касселе в 2003 году, а также выставки в Центре современного искусства Платформа Гаранти в Стамбуле в 2007 году и Музее ван Аббе в Эйндховене в 2008 году. Игорь Забель, известный словенский куратор, выбрал его в качестве приглашённого художника на 50-ю Венецианскую биеннале в 2003 году, где Стилинович выставил свою работу «Словарь - боль» (2000-2003), в которой он использовал белый цвет, заменяя многие определения слов в нём на слово «боль».  В 2017 году Стилинович был выбран в качестве одного из 120 художников со всего мира для участия в 57-й Международной художественной выставке «VIVA ARTE VIVA», куратором которой выступила Кристин Масель. 
Его работы хранятся во множестве музейных и галерейных коллекциях, в том числе Нью-Йоркского музея современного искусства и Центра Жоржа Помпиду в Париже, музеев современного искусства в Стокгольме, Вене, Любляне, Загребе и Баня-Луке, а также в частных коллекциях, таких как Коллекция Филипп Трейд (Загреб).

## Работы и публикации
- Stilinović, Mladen, I Want to Go Home – Artist Book 1927–2006 (Centre for Women's Studies, Zagreb, 2008).
- Beroš, Nada, Milovac, Tihomir, Stipančić, Branka & Zabel, Igor,  Mladen Stilinović: Pain (exh. catalogue, Venice Biennale, MSU, Zagreb, 2003).
- Beroš, Nada, Milovac, Tihomir & Dragojević Danijel, Mladen Stilinović: Exploitation of the Dead (exh. catalogue; MSU, Zagreb, 2001).